# Studebaker Truckette
Studebaker Truckette a fost un camion produs de Studebaker din 1919 până în 1948. Aproximativ 1 milion de unități ale camionului au fost vândute în întreaga lume și a fost cel mai popular camion din Statele Unite până la sosirea camionului Chevrolet Advance Design. Camionul a fost comercializat ca un concurent la Ford Model TT, dar și la alte vehicule prin anii 1930 și 1940. Producția camionului a continuat chiar și după cel de-al doilea război mondial, dar a fost întreruptă în cele din urmă în 1948. Multe ediții speciale ale camionului au fost lansate în timpul anilor datorită popularității sale.
Camionul a fost primul camion al Studebaker și a fost cel mai de succes, camionul a fost comercializat și în Europa, unde a vândut aproximativ 300.000 de unități acolo. Camionul a rămas în mare parte neschimbat în timpul producției sale, Studebaker a încercat să-l înlocuiască de mai multe ori cu Studebaker Coupe Express și Studebaker M-Series, dar aceste vehicule au fost produse în cele din urmă împreună. Primele prototipuri ale camionului au fost realizate în 1917 după lansarea Ford Model TT.